# サエキトモ
サエキ トモ（1973年2月2日 - ）は、日本の女性声優。大阪府出身。ケッケコーポレーション所属。

## 経歴
声優として活動を始める前の1990年代前半は着ぐるみショー劇団で活動していた。
着ぐるみショーは声優の声が入っているテープを使ってやるが、ある時、『西遊記』を全部自分らで作ってやろうということになった。声も自分たちでやるということになり、サエキは孫悟空役になったが、やってみたところめっちゃ面白く「これは声優になろう!じゃあ、東京に行こう!」と声優を目指したという。
松濤アクターズギムナジウム内のオーディションに合格し1997年、セガサターン用ゲームソフト『雀帝 バトルコスプレイヤー』のスージーQ役で声優デビューする。
2001年から2005年にかけて、鳥海浩輔・鈴木千尋とともにアニメ『デ・ジ・キャラット』から派生した声優ユニット「P・K・O」のメンバーとしてCDの発売やライブ活動などを行う。
2005年2月、持病の心臓疾患（不整脈の一種である発作性上室性頻拍症）の治療に専念するとして芸能活動の休業を発表。
2010年8月6日、1314 V-STATIONの過去の人気番組を1カ月にわたって復活放送するラジオ大阪特別番組『1314 V-STATION ザ・ラジオスター』で、『大河ラジオだ ブシロード』『ラジオアベノ橋魔法☆商店街』パーソナリティーとして出演。
『ガイナックス電波』第15回（2010年10月16日放送）でラジオパーソナリティー活動を再開。さらに10月17日付の自身のブログで、療養生活を支えた一般人の5歳年上の男性と結婚したことを発表した。

## 人物
方言は大阪弁。
趣味は絵画。

## 後任
サエキの休業時における後任は以下の通り。
| 後任     | 役名   | 概要作品           | 後任の初担当作品                    |
| -------- | ------ | ------------------ | ----------------------------------- |
| 石川寛美 | サル丸 | 『かいけつゾロリ』 | 『まじめにふまじめ かいけつゾロリ』 |

## 出演
太字はメインキャラクター。

### テレビアニメ
1997年
- さくらももこ劇場 コジコジ（1997年 - 1999年、タヌキ君、人々）
- マスターモスキートン'99（主婦、男の子、子供）
- MAZE☆爆熱時空（黒騎士、老婆、女の子、女生徒、ゴージャス）

1998年
- 頭文字D
- カードキャプターさくら（木村ゆき絵）
- 時空探偵ゲンシクン（子供）
- 星方武侠アウトロースター（おばさん）

1999年
- 今、そこにいる僕（バズ）
- おジャ魔女どれみ（1999年 - 2002年、五十嵐先輩、天野こうた、暁、小倉けんじ、マジョ竹 他） - 4シリーズ
- 課長王子
- 週刊ストーリーランド（満）
- 地球防衛企業ダイ・ガード

2000年
- 銀装騎攻オーディアン（ケヴィン）
- Cosmic Baton Girl コメットさん☆（源ちゃん）
- デ・ジ・キャラット（クウ＝エアハルト）
- ハムスター倶楽部（珠男）
- 六門天外モンコレナイト（大矢門斗）

2001年
- コスモウォーリアー零（ルート）
- 砂漠の海賊!キャプテンクッパ（女将）
- ちっちゃな雪使いシュガー（ソルト）

2002年
- アベノ橋魔法☆商店街（今宮聖志）
- ギャラクシーエンジェル (3期)（マリブ・ペイロー）
- デジモンテイマーズ（浦添カイ）
- 電光超特急ヒカリアン（ブラッチャールスター）
- ドラゴンドライブ（ゴカク）
- ぷちぷり*ユーシィ（キューブ）
- ポケットモンスター アドバンスジェネレーション（コノハナ）

2003年
- 明日のナージャ（パオロ）
- GUNSLINGER GIRL（エミリオ）
- こちら葛飾区亀有公園前派出所（けんちゃん）
- ケロケロキングデラックスプラス
- デ・ジ・キャラットにょ（クウ＝エアハルト）
- 人間交差点（上原の妻、従業員のオバさん）
- MOUSE（月岡マチコ）

2004年
- かいけつゾロリ（サル丸）
- ギャラクシーエンジェルX（マリブ・ペイロー）
- 蒼穹のファフナー Dead Aggressor（主婦）
- Get Ride! アムドライバー（トト・マッシュ・ダァ）
- 忘却の旋律（ソロ/モンスターキング）
- B-伝説! バトルビーダマン（シグマ）

2013年
- 熱風海陸ブシロード（ハシバ＝ヒナタ）

2014年
- いなり、こんこん、恋いろは。（木幡先生）

2016年
- 紅殻のパンドラ（エイミーの祖母）

2022年
- 令和のデ・ジ・キャラット（クウ＝エアハルト）

### 劇場アニメ
- 劇場版 六門天外モンコレナイト〜伝説のファイアドラゴン〜（2000年、大矢門斗）
- デジモンテイマーズ 冒険者たちの戦い（2001年、浦添カイ）
- デ・ジ・キャラット 星の旅（2001年、クウ＝エアハルト）
- 千年女優[15]（2002年）
- 金色のガッシュベル!! 101番目の魔物（2004年、アカツキ）
- おぢいさんのランプ（2011年、少年時代の巳之助）

### OVA
- 工業哀歌バレーボーイズ（1997年）
- 教科書にないッ!（1998年）
- シャーマニックプリンセス（1998年、子供A）
- デ・ジ・キャラット劇場 ぴよこにおまかせぴょ!（2003年、クウ＝エアハルト）
- 太陽の船 ソルビアンカ（2003年、ジャアニ）
- おジャ魔女どれみナ・イ・ショ（2004年、天野こうた、有馬健一）
- 片翼のクロノスギア（2012年、ナポ＝レオ）

### Webアニメ
- 魔法遊戯（2001年、ノノノン）

### ゲーム
1997年
- 雀帝 バトルコスプレイヤー（スージーQ）
- QUOVADIS 2〜惑星強襲オヴァン・レイ〜

1999年
- アランドラ2 魔進化の謎
- アニメチックストーリーゲーム (1) カードキャプターさくら（木村ゆき絵）
- 北へ。White Illumination
- リモートコントロールダンディ（少女A）

2000年
- 超謎王（バンギング・チルドレン）

2002年
- おジャ魔女どれみドッカ〜ン!にじいろパラダイス（小倉けんじ）
- デ・ジ・キャラット でじこミュニケーション（クウ＝エアハルト）
- ファーストKiss☆物語II 〜あなたがいるから〜（葦原空）

2003年
- ケロケロキングDX
- デ・ジ・キャラット ファンタジー エクセレント（クウ＝エアハルト）
- ドラゴンドライブ ディマスターズショット（ゴカク）

2004年
- 金色のガッシュベル!! 友情タッグバトル フルパワー（アカツキ）
- スペクトラルフォース ラジカルエレメンツ（トナティ・オルタデッド）
- でじこミュニケーション2（にょ） 打倒!ブラックゲマゲマ団!（クウ＝エアハルト）
- プリンセスメーカー2（キューブ）

2005年
- プリンセスメーカー4（キューブ）
- プリンセスコンチェルト（ミレーユ）

2014年
- Enkeltbillet（モリー・ジェンセン）

### 吹き替え
- にんじん（2003年）

### ドラマCD
時期不明
- 藍より青し
- ちょびっツ

1998年
- 悪霊狩り ゴーストハント CDシネマ3 えびす異神論（吉見奈央）

2000年
- CD DRAMA Di Gi Charat そにょ5（ブラックゲマゲマ団少佐）

2001年
- オリオンの少年（天羽つかさ）
- 外道女王（三助ボーイ・ディッキー）
- CD DRAMA Di Gi Charat そにょ6（クウ＝エアハルト）
- CD DRAMA Di Gi Charat そにょ7（クウ＝エアハルト）

2002年
- ちっちゃな雪使いシュガー ドラマCD（ソルト）
- Di Gi Charat X'mas CD BOX（クウ＝エアハルト）

2003年
- 花鳥風月マウスでChu！（月岡マチコ）
- コミックブレイドドラマCDシリーズ「tactics」
- 少年四景 〜小野塚カホリ作品集〜（アツの姉、子供時代の橘）
- ぷちぷり*ユーシィ Magic Square 1（キューブ）

2004年
- アベノ橋魔法☆商店街ドラマCD（サッシ / 今宮聖志）
- ギャラクシーエンジェル ドラマCD 赤 〜TV-G編〜（マリブ・ペイロー）
- ギャラクシーエンジェル ドラマCD 白 〜A-TV編〜（マリブ・ペイロー）
- ギャラクシーエンジェル ドラマCD 黒 〜裏番組〜（マリブ・ペイロー）
- 辣韮の皮 THE CD（伊達牧子）
- ちょこッとSister（石田駆）
- 熱風海陸ブシロード ドラマCD「Tales of Times Now Past〜一期一会之章 上巻〜」（ハシバ＝ヒナタ）
- みにふぇあ2 真珠のベストマジック（スピネル）
- 我らの水はどこにある（千野雪恵）

2005年
- 熱風海陸ブシロード ドラマCD「Tales of Times Now Past〜一期一会之章 下巻〜」（ハシバ＝ヒナタ）

2012年
- カラビツの鍵貸します

2014年
- 除闇〜妖かし祓い彷徨譚〜神戸篇「件の悩み」（白鶏）

2019年
- Di Gi Charat 20th Anniversary DRAMA CD『ブラックゲマゲマ団編』（クウ＝エアハルト）

### ラジオ
※はインターネット配信。
- Radio Revolution〜つくってドン！〜（2000年 - 2002年、BSQR・文化放送）
- ラジオアベノ橋魔法☆商店街（2002年 - 2005年、ラジオ大阪・ラジオ日本）
- 大河ラジオだ ブシロード（2004年 - 2005年、ラジオ大阪・文化放送・東海ラジオ）
- ガイナックス電波（2010年 - 2013年、ラジオ大阪・文化放送）
- 熱風海陸ブシラヂオ（2013年 - 2014年、HiBiKi Radio Station※・ラジオ大阪）[17]
- バナナはおやつに入りません（2017年 - 2018年、ラジオ大阪）

### ラジオドラマ
- 外道女王（三助ボーイ・ディッキー）
- 王立温泉ルリルラ リベラル編（BSQR・文化放送）

### CD
- P・K・O（リンク先参照）

### パチンコ
- アベノ橋魔法☆商店街（サッシ / 今宮聖志）

### テレビ番組
- 嗚呼!バラ色の珍生!! - 再現フィルム（日本テレビ）
- 声優ワンダーランド（CS）

### ナレーション
- デジモンディップスキャンディ CM（バンダイ）
- 月刊ドラゴン Jr．'01. 9月号増刊「4コマモンスターちびどら」（角川書店）

### 舞台
シアトリカル・ベース・ワンスモア公演
- 犬の仇討
- 月の砂漠
- グレシアの森に
- 倭王伝
- 無頼の女房
- 645 Taika-no-Kaishin
- 朗読劇「ドッカンぐらぐら」（2011年、中野ザ・ポケット）
- ケッケコーポレーション 朗読劇「声」VOL.3（2012年）
- ケッケコーポレーション 朗読劇「声」VOL.5（2014年）

### その他コンテンツ
- Gamers Guardian Fairies（なんば店守護妖精・スピネル）
- テイルズ オブ フェスティバル2011（ルカ・ミルダ）[注 1]